# Roland Garros 1947
De 46e editie van het Franse grandslamtoernooi, Roland Garros 1947, werd gehouden van maandag 14 tot en met zondag 27 juli 1947. Voor de vrouwen was het de 40e editie. Het toernooi werd gespeeld in het Roland-Garrosstadion in het 16e arrondissement van Parijs.
Net als in 1946 werd het Parijse grandslamtoernooi ook in 1947 ná Wimbledon gehouden.

## Belangrijkste uitslagen
Mannenenkelspel

Finale: József Asbóth (Hongarije) won van Eric Sturgess (Zuid-Afrika) met 8-6, 7-5, 6-4
Vrouwenenkelspel

Finale: Patricia Todd (VS) won van Doris Hart (VS) met 6-3, 3-6, 6-4
Mannendubbelspel

Finale: Eustace Fannin (Zuid-Afrika) en Eric Sturgess (Zuid-Afrika) wonnen van Tom Brown (VS) en Bill Sidwell (Australië) met 6-4, 4-6, 6-4, 6-3
Vrouwendubbelspel

Finale: Louise Brough (VS) en Margaret Osborne (VS) wonnen van Doris Hart (VS) en Patricia Todd (VS) met 7-5, 6-2
Gemengd dubbelspel

Finale: Sheila Piercey-Summers (Zuid-Afrika) en Eric Sturgess (Zuid-Afrika) wonnen van Jadwiga Jędrzejowska (Polen) en Cristea Caralulis (Roemenië) met 6-0, 6-0
Jongensenkelspel

Finale: Jacky Brichant (België) won van Alan Roberts (VK) met 6-3, 4-6, 7-5
Meisjesenkelspel werd voor het eerst in 1953 gespeeld.
Dubbelspel bij de junioren werd voor het eerst in 1981 gespeeld.
1891 · 1892 · 1893 · 1894 · 1895 · 1896 · 1897 · 1898 · 1899 · 1900 · 1901 · 1902 · 1903 · 1904 · 1905 · 1906 · 1907 · 1908 · 1909 · 1910 · 1911 · 1912 · 1913 · 1914 · 1915–1919 · 1920 · 1921 · 1922 · 1923 · 1924 · 1925 · 1926 · 1927 · 1928 · 1929 · 1930 · 1931 · 1932 · 1933 · 1934 · 1935 · 1936 · 1937 · 1938 · 1939 · 1940–1945 · 1946 · 1947 · 1948 · 1949 · 1950 · 1951 · 1952 · 1953 · 1954 · 1955 · 1956 · 1957 · 1958 · 1959 · 1960 · 1961 · 1962 · 1963 · 1964 · 1965 · 1966 · 1967
↓ open tijdperk ↓
1968 (m-v-md-vd-gd) · 1969 (m-v-md-vd-gd) · 1970 (m-v-md-vd-gd) · 1971 (m-v-md-vd-gd) · 1972 (m-v-md-vd-gd) · 1973 (m-v-md-vd-gd) · 1974 (m-v-md-vd-gd) · 1975 (m-v-md-vd-gd) · 1976 (m-v-md-vd-gd) · 1977 (m-v-md-vd-gd) · 1978 (m-v-md-vd-gd) · 1979 (m-v-md-vd-gd) · 1980 (m-v-md-vd-gd) · 1981 (m-v-md-vd-gd) · 1982 (m-v-md-vd-gd) · 1983 (m-v-md-vd-gd) · 1984 (m-v-md-vd-gd) · 1985 (m-v-md-vd-gd) · 1986 (m-v-md-vd-gd) · 1987 (m-v-md-vd-gd) · 1988 (m-v-md-vd-gd) · 1989 (m-v-md-vd-gd) · 1990 (m-v-md-vd-gd) · 1991 (m-v-md-vd-gd) · 1992 (m-v-md-vd-gd) · 1993 (m-v-md-vd-gd) · 1994 (m-v-md-vd-gd) · 1995 (m-v-md-vd-gd) · 1996 (m-v-md-vd-gd) · 1997 (m-v-md-vd-gd) · 1998 (m-v-md-vd-gd) · 1999 (m-v-md-vd-gd) · 2000 (m-v-md-vd-gd) · 2001 (m-v-md-vd-gd) · 2002 (m-v-md-vd-gd) · 2003 (m-v-md-vd-gd) · 2004 (m-v-md-vd-gd) · 2005 (m-v-md-vd-gd) · 2006 (m-v-md-vd-gd) · 2007 (m-v-md-vd-gd) · 2008 (m-v-md-vd-gd) · 2009 (m-v-md-vd-gd) · 2010 (m-v-md-vd-gd) · 2011 (m-v-md-vd-gd) · 2012 (m-v-md-vd-gd) · 2013 (m-v-md-vd-gd) · 2014 (m-v-md-vd-gd) · 2015 (m-v-md-vd-gd) · 2016 (m-v-md-vd-gd) · 2017 (m-v-md-vd-gd) · 2018 (m-v-md-vd-gd) · 2019 (m-v-md-vd-gd) · 2020 (m-v-md-vd) · 2021 (m-v-md-vd-gd) · 2022 (m-v-md-vd-gd) · 2023 (m-v-md-vd-gd) · 2024 (m-v-md-vd-gd)
Lijst van Roland Garroswinnaars